# Слободан Рајчевић
Слободан Рајчевић (28. фебруар 1985) професионални је српски футсалер. Игра на позицији одбрамбеног играча.